# Esther Boix i Pons
Esther Boix i Pons (Llers, Alt Empordà, 26 de març de 1927 - 26 de maig de 2014) fou una pintora i pedagoga catalana. Fou una de les integrants del Grup Postectura, junt amb els pintors Ricard Creus i Joan Datzira i els escultors Josep M. Subirachs, Francesc Torres Monsó i Martí Sabé. D'altra banda, també va formar part del grup Estampa Popular i el Grup Indika. El 1956 es va casar amb el poeta Ricard Creus, amb qui va fundar l'escola de tècniques d'expressió L'Arc. El 2002 va ser nomenada filla adoptiva de les Preses.

## Biografia
Quan tenia 18 anys va ingressar en l'Escola Superior de Belles Arts de Barcelona, on feien un ensenyament de caràcter academicista. L'Esther dirà sobre aquesta experiència: "sempre dic que els anys que vaig esmerçar allí per llicenciar-me, després vaig haver d'emplear-ne altres tants per desaprendre la majoria de maneres que m'havien obligat a aprendre allí però que a mi no em servien".
L'any 1950, juntament amb els pintors Joaquim Datsira i Ricard Creus i els escultors Francesc Torres Monsó, Josep Maria Subirach i Josep Martí Sabé van fundar el Grup Postectura, un grup de curta durada el qual va presentar la seva obra a les Galeries Laietanes de Barcelona. Aquest grup estava inscrit dins d'una estètica figurativa i constructivista. D'altra banda, el 1952 també s'uneix al Grup Indika, el primer moviment d'avantguarda de les comarques gironines, promogut pel pintor Joan Massanet, iniciat el febrer de 1952 amb una exposició a la sala de sessions de l'Ajuntament de Girona. Ells volien estimular la independència creativa de cadascú i participar en la creació d'un llenguatge renovat, i amb un estil plàstic oposat a les idees antiquades del passat.
L'any 1953 se'n va anar a París becada pel Govern de França a través d'un concurs convocat pel Cercle Maillol de l'Institut Francès de Barcelona. Allà va descobrir què significava l'art lliure, que buscava essencialment l'enriquiment intel·lectual i sensible, que després la va portar a endinsar-se entre els nuclis artístics més actius de Catalunya i Espanya. El fet de passar la frontera cap a Europa, ja que a Espanya tot estava censurat, era com obrir-se a un món completament nou. Després d'una estada de quatre mesos a París va iniciar un viatge d'estudis per Londres, Bruges, La Haia, Milà, Venècia, Roma, entre moltes altres ciutats, fins a arribar a Nàpols, i a cada lloc on anava, visitava els seus museus. Després de dos mesos de viatge va emprendre la tornada cap a casa visitant abans el sud de França. Esther es va plantar davant de l'Europa mítica sola i emportant-se totes aquelles vivències i cultures que hi havia dels locals, que la varen ajudar a formar-se com a artista.
L'any 1964 Esther Boix crea el grup Estampa Popular a Barcelona, el qual es caracteritzava per fer un art de fàcil comprensió per a la gent, barat, ja que bàsicament feien gravats i tenien una intenció i implicació politicosocial. Dins d'aquest context reivindicatiu hi havia a Catalunya també el moviment de la Nova Cançó. El 1965 es presentà l'Estampa Popular Catalana a la Galeria Belarte, galeria dirigida per Joan Mas. En aquesta primera mostra participaren Esther Boix i altres artistes, com Francesc Artigau, Maria Girona, Josep Guinovart, Carles Mensa, Albert Ràfols-Casamada, Josep Maria Subirachs i Francesc Todó.

## Obra
Esther Boix va practicar diverses tècniques artístiques. A part de la pintura a l'oli i acrílic, va treballar el dibuix sobre paper amb mina de grafit, la tinta xinesa, el gouache i el collage. També treballar el tapís, el fang i la ceràmica. Va practicar el gravat, en les modalitats de punta seca, aiguafort, litografia i pirogravat. També va treballar el linòleum, sobretot per a l'Estampa Popular Catalana (1965).
L'obra plàstica de l'Esther és molt extensa i es desenvolupa essencialment en els anys que van del 1948 al 1998. Encara que la seva obra sigui considerada figurativa, és evident que ha anat patint canvis i alteracions a causa de les circumstàncies socials i estètiques que anava vivint i veient. No ha estat cega a corrents com l'abstracció, el pop, la nova figuració, els nous realismes o altres -ismes que anaven tenint lloc a la segona meitat del segle xx. En la seva pintura trobem breus cicles pictòrics agrupables per temes, pel tractament dels mateixos i per certa coherència cromàtica.
L'obra d'Esther Boix és clarament dramàtica, amb forts contrastos entre el punt fred i el punt càlid, entre l'amor i l'agressivitat, entre el bell i el lleig, etc., és a dir, una presència constant d'aquelles formes antagòniques. El conflicte és el motor i la base de les seves obres, expressant tant en el tema, com en la composició o els mateixos colors del quadre. Ella treballa des del seu interior, des de la pròxima experiència humana, visual i sensorial, i també amb el seu coneixement del terreny cultural. Segons José Corredor Matheos, no existeix res que sigui convencional en les figures, natures mortes i paisatges d'Esther Boix: «Estos seres y cosas no son mero pretexto para enxtender la pintura sobre la superfície de la tela. […] Se trata de un arte realista, de una descripción del mundo, según lo ve la artista. […] La visión de estas figuras, bodegones, paisajes, son fruto de la intuición y una matizada sensibilidad a la vez que de una actitud consciente» 
Es conserva obra seva al Museu d'Història de la Ciutat de Girona, al Museu Comarcal de l'Urgell (Tàrrega), al Museu d'Història de l'Hospitalet (L'Hospitalet de Llobregat), al Museu Municipal de Tossa de Mar, al Museu d'Art de Sabadell, al Museu de l'Empordà (Figueres), a la Biblioteca-Museu Víctor Balaguer (Vilanova i la Geltrú) i al Museu Comarcal de la Garrotxa (Olot).
Durant els anys seixanta realitzarà cartrons per a tapís per a la Fàbrica de Tapissos Aymat de Sant Cugat. Participarà a l'exposició de tapís d'alt lliç relitzada el 1961 a la Sala Parés de Barcelona. Aquesta mostra recollia vint-i-sis tapissos d'artistes com Jean Lurçat, Josep Grau-Garriga, Josep Guinovart, Joan Josep Tharrats, Jaume Muxart, Jordi Curós i Josep Maria Subirachs, entre d'altres. Les peces van ser teixides a la Fàbrica d'Alfombres i Tapissos Aymat, de la qual el seu propietari, Miquel Samaranch, va dir que la seva meta era la creació d'una escola autòctona de tapís, capaç d'interessar artistes, arquitectes, decoradors, etc.
En aquesta última etapa hi ha una especial presència del paper social de l'artista i de temàtiques socials de caràcter més reivindicatiu. El 1971 va ser quan va pintar el primer llenç d'una sèrie de temàtica feminista, anomenada Els anys durs (1971-1973), en la qual vol representar una defensa clara de la dona. L'obra més emblemàtica d'aquesta sèrie és, sens dubte, La desesperada lluita per sortir de la carcassa (1971). Posteriorment d'aquesta sèrie deixarà pas, l'any 1974, a un interès per la naturalesa i l'ecologisme, on la pintora torna al paisatgisme, afegint un to d'esperança a la seva obra, a causa dels canvis polítics esdevinguts al país durant aquells anys postfranquistes, on es veuran obres que guanyen en transparència i complexitat.
Més tard, en els anys que van de 1976 a 1982, l'Esther experimenta i treballa amb elements de contrast utilitzant materials diversos com: la tinta xinesa, llapis de colors, guaix, papers mil·limetrats, collages amb encenalls de punta de llapis, ales de papallona, etc. amb un resultat de formes i colors molt rics en matisos. De tot això en crearà diverses sèries més de pintures. Però no serà a partir de l'any 1981, que materialitzarà la seva llibertat absoluta en temes paisatgístics, ja completament lliures de les anteriors tensions i conflictes, en successives sèries: com Terres de Mar (1981-1988) sobre Eivissa i l'Empordà, La Fageda (1985 - 1993), Venècia incessant (1990), Girona i la Devesa (1994-1996), etc. En totes aquestes sèries són els colors els grans protagonistes, usant tons grisos, malves, grocs, freds, etc. expressats amb una pinzellada que recorda a la puntillista. Crea uns espais suggestius, quasi irreals, ajudats per la gran quantitat de pigment usat.
En conclusió, veiem com tota la seva vida artística ha estat una investigació constant del seu món interior, passant per diversos estils i creant atmosferes que semblen realment oposades. De fet, la seva evolució ha estat des d'un expressionisme pessimista fins a una poètica realista. Malgrat el decidit compromís social de l'artista, la seva pintura sempre ha estat individual i incomparable, ella treballa d'acord amb les inquietuds col·lectives, però amb una expressió lliure i individual. Com s'apunta la seva llibertat en la temàtica social, també és important fer-hi referència en el fet estètic, Boix mai es deixa emportar per les modes del moment. Cesáreo Rodríguez-Aguilera va apuntar: «De inmediato se piensa en la fidelidad con que se ha seguido un concepto y una actitud. Fidelidad a un mundo circundante y a una disposición sicológica frente a este mundo. Fidelidad a un modo de transfigurar la realidad y ofrecerla plásticamente». Aconsegueix dialogar amb tot allò que l'envolta: el món vegetal, les ciutats, etc. sempre amb una pintura que exalta els sentits: «Esther Boix nos dice donde está su sentimiento, y qué es lo que quiere y lo que cree. […] De manera lisa y llana, sin retorcimientos, sin violencias, la pintura de Esther Boix está con el mundo y con las cosas de este mundo; con sus noblezas y sus miserias». Josep Maria Castellet també va incidir en aquest aspecte: «Fidelidad a sí misma, fidelidad a su época, fidelidad a unos valores aceptados desde un principio como tradición de un arte que, a veces, a lo largo de este nuestro siglo XX, parece querer buscar, ante todo, su autodestrucción».
Les imatges d'Esther Boix, segons ella mateixa, ens demanen transcendir l'anècdota i donar una nova mirada, una nova lectura-mirada, el que ella en dirà clarividència de l'espectador.[4]

## Obra destacada
- c. 1950 - El balcó (oli sobre tela), conservada al Museu de la Garrotxa.[18]
- 1956 - Figura masculina (oli sobre tela), conservada al Museu d'Art de Sabadell.[18]
- 1958 - Suburbio o Poble Nou (oli sobre tela), conservada a la Biblioteca Museu Víctor Balaguer.[18]
- s/d (data d'ingrés 1971) - Dona que frega (gravat), conservada al Museu de l'Hospitalet.[18]
- s/d (data d'ingrés 1971) - Nadal al Vietnam (gravat), conservada al Museu de l'Hospitalet.[18]
- 1976 - Homenatge a Carles Rahola (tècnica mixta sobre cartell imprès), conservada al Museu d'Història de Girona.[18]
- 1988 - Notícia de l'herba que creix, de la sèrie l'Empordà (oli sobre tela), conservada al Museu de l'Empordà.[18]
- c. 1994 - Oasi Mondrian (oli i pintura acrílica sobre tela), conservada al Museu Municipal de Tossa de Mar.[18]